# To Tomorrow / Final Squall / The Curtain Rises
To Tomorrow / Final Squall / The Curtain Rises (To Tomorrow／ファイナルスコール／The Curtain Rises Para Mañana / Escalada Final / El Telón se Levanta?) es el 31er, y último sencillo de ℃-ute. Fue lanzado el 29 de marzo de 2017 en 7 ediciones: 3 regulares y 4 limitadas. La primera edición de las ediciones regulares viene con una tarjeta coleccionable aleatoria de 6 tipos según la versión (18 en total). Las ediciones limitadas vienen con un evento tarjeta de número de serie de lotería. 

## Lista de canciones

### CD
- To Tomorrow
- Final Squall
- The Curtain Rises
- To Tomorrow (Instrumental)
- Final Squall (Instrumental)
- The Curtain Rises (Instrumental)

### Edición Limitada A (DVD)
- To Tomorrow (Music Video)

### Edición Limitada B (DVD)
- Final Squall (Music Video)

### Edición Limitada C (DVD)
- The Curtain Rises (Music Video)

### Edición Limitada SP (DVD)
- To Tomorrow (Dance Shot Ver.)
- Final Squall (Dance Shot Ver.)
- The Curtain Rises (Dance Shot Ver.)

### Event V
- To Tomorrow (Close-up Ver.)
- Final Squall (Close-up Ver.)
- The Curtain Rises (Close-up Ver.)

### Making V
- To Tomorrow (Detrás de Escena)
- To Tomorrow (Another Ver.)
- Final Squall (Detrás de Escena)
- Final Squall (Another Ver.)
- The Curtain Rises (Detrás de Escena)
- The Curtain Rises (Another Ver.)
- To Tomorrow (Detrás de Escena de baile)

## Miembros presentes
- Maimi Yajima
- Saki Nakajima
- Airi Suzuki
- Chisato Okai
- Mai Hagiwara